# Noppavan Lertčívakarnová
Noppavan Lertčívakarnová (thajsky นพวรรณ เลิศชีวกานต์, RTGS: Nopphawan Loetchiwakan, * 18. listopadu 1991 Čiang Mai) je bývalá thajská profesionální tenistka praktikující obouručný styl z forhendu i bekhendu. V roce 2008 se stala juniorskou světovou jedničkou a  mistryní světa ITF. Na okruhu WTA Tour nevyhrála žádný turnaj. V rámci okruhu ITF získala pět titulů ve dvouhře a osm ve čtyřhře.
Na žebříčku WTA byla ve dvouhře nejvýše klasifikována v září 2011 na 149. místě a ve čtyřhře v srpnu téhož roku na 97. místě.
V thajském fedcupovém týmu debutovala v roce 2009 perthským blokem 1. skupiny asijsko-oceánské zóny proti Tchaj-wanu, Austrálii a Jižní Koreji. Poslední zápas odehrála ve druhé světové baráži 2014 proti Švédsku, v níž podlehla Johanně Larssonové a Švédky zvítězily 4:0 na zápasy. V soutěži nastoupila k devatenácti mezistátním utkáním s bilancí 8–5 ve dvouhře a 7–3 ve čtyřhře.
Na Asijských hrách 2010 v Kantonu se stala členkou bronzového týmu Thajska, spolu s Nudnidou Luangnamovou, Tamarine Tanasugarnovou a Varatčajou Vongteančajovou.

## Tenisová kariéra

### Juniorka: Vítězka Wimbledonu 2009 a tří grandslamových čtyřher, světová jednička
V juniorském tenise si zahrála šest grandslamových finále, dvě singlová a čtyři deblová. 
V šestnácti letech podlehla ve finále Wimbledon 2008 čtrnáctileté Britce Lauře Robsonové. Následující ročník majoru v All England Clubu již vyhrála. Do závěrečného duelu Wimbledonu 2009 postoupila přes Tímeu Babosovou. V souboji o titul pak zdolala první hráčku juniorského žebříčku Kristinu Mladenovicovou a stala se prvním šampionem grandslamové dvouhry z Thajska.
V juniorské čtyřhře ovládla US Open 2008 se Švédkou Sandrou Romovou, French Open 2009 po boku Rumunky Eleny Bogdanové a Wimbledon  2009 v páru s Australankou Sally Peersovou. Pouze z posledního deblového finále na US Open 2009 odešla s Bogdanovou poražena.
V prosinci 2008 se na kombinovaném žebříčku ITF stala juniorskou světovou jedničkou, a to jako první thajský tenista na čele tenisové klasifikace bez rozdílu soutěže. Mezinárodní tenisová federace ji danou sezónu vyhlásila juniorskou mistryní světa.

## Finále na okruhu WTA Tour

### Čtyřhra: 1 (0–1)
| Legenda                           |
| --------------------------------- |
| Grand Slam (0)                    |
| Turnaj mistryň (0)                |
| Premier Mandatory & Premier 5 (0) |
| Premier (0)                       |
| International (0–1)               |

| Stav       | č. | datum          | turnaj                 | povrch | spoluhráčka      | soupeřky ve finále                   | výsledek         |
| ---------- | -- | -------------- | ---------------------- | ------ | ---------------- | ------------------------------------ | ---------------- |
| Finalistka | 1. | 6. března 2011 | Kuala Lumpur, Malajsie | tvrdý  | Jessica Mooreová | Dinara Safinová Galina Voskobojevová | 5–7, 6–2, [5–10] |

## Finále série WTA 125

### Čtyřhra: 1 (0–1)
| Legenda       |
| ------------- |
| WTA 125 (0–1) |

| Stav       | č. | datum              | turnaj      | povrch | spoluhráčka    | soupeřky ve finále                    | výsledek         |
| ---------- | -- | ------------------ | ----------- | ------ | -------------- | ------------------------------------- | ---------------- |
| Finalistka | 1. | 11. listopadu 2012 | Puné, Indie | tvrdý  | Julia Glušková | Nina Bratčikovová Oxana Kalašnikovová | 0–6, 6–4, [8–10] |

## Tituly na okruhu ITF
| Dotace turnajů okruhu ITF | Dotace turnajů okruhu ITF |
| ------------------------- | ------------------------- |
| 100 000 $ tournaments     | 75 000 $ tournaments      |
| 50 000 $ tournaments      | 25 000 $ tournaments      |
| 15 000 $ tournaments      | 10 000 $ tournaments      |

### Dvouhra (5 titulů)
| Č. | datum         | turnaj                         | povrch | poražená finalistka    | výsledek |
| -- | ------------- | ------------------------------ | ------ | ---------------------- | -------- |
| 1. | květen 2008   | Balikpapan, Indonésie          | tvrdý  | Iša Lakhaniová         | 6–3, 6–2 |
| 2. | srpen 2008    | Čiang Mai, Thajsko             | tvrdý  | Nungnadda Vannasuková  | 6–2, 6–3 |
| 3. | září 2010     | Cukuba, Japonsko               | tvrdý  | Šiho Akitová           | 6–4, 6–1 |
| 4. | prosinec 2011 | Dubaj, Spojené arabské emiráty | tvrdý  | Kristina Mladenovicová | 7–5, 6–4 |
| 5. | květen 2016   | Šarm aš-Šajch, Egypt           | tvrdý  | Prerna Bhambriová      | 6–4, 6–1 |

### Čtyřhra (8 titulů)
| Č. | datum              | turnaj                    | povrch | spoluhráčka              | poražené finalistky                        | výsledek           |
| -- | ------------------ | ------------------------- | ------ | ------------------------ | ------------------------------------------ | ------------------ |
| 1. | 26. září 2006      | Jakarta, Indonésie        | tvrdý  | Varatčaja Vongteančajová | Lavinia Tanantová Aju Fani Damajantiová    | 6–2, 6–4           |
| 2. | 19. listopadu 2006 | Manila, Filipíny          | tvrdý  | Varatčaja Vongteančajová | Kchao Šao-Jüan Thassha Vitajavirodžová     | 3–6, 6–3, 7–6(7–2) |
| 3. | 24. dubna 2009     | Bol, Chorvatsko           | antuka | Martina Borecká          | Michaela Pochabová Patrícia Verešová       | 6–3, 6–3           |
| 4. | 26. března 2012    | Phuket, Thajsko           | tvrdý  | Čeng Saj-saj             | Sun Šeng-nan Chan Sin-jün                  | 6–3, 6–3           |
| 5. | 18. března 2013    | Ipswich, Austrálie        | tvrdý  | Varatčaja Vongteančajová | Viktorija Rajicicová Storm Sandersová      | 4–6, 6–1, [10–8]   |
| 6. | 12. října 2013     | Margaret River, Austrálie | tvrdý  | Arina Rodionovová        | Monique Adamczaková Tammi Pattersonová     | 6–2, 3–6, [10–8]   |
| 7. | 20. dubna 2015     | Šen-čen, Čína             | tvrdý  | Lu Ťia-ťing              | Han Na-re Čang Su-džong                    | 6–4, 7–5           |
| 8. | 10. března 2017    | Mildura, Austrálie        | tráva  | Lu Ťia-ťing              | Tessah Andrianjafitrimová Shérazad Reixová | 6–4, 1–6, [10–8]   |